# Distretto di Šumperk
Il distretto di Šumperk (in ceco okres Šumperk) è un distretto della Repubblica Ceca nella regione di Olomouc. Il capoluogo di distretto è la città di Šumperk.

## Geografia antropica
Il distretto conta 78 comuni:

### Città
- Hanušovice
- Loštice
- Mohelnice
- Staré Město
- Štíty
- Šumperk
- Úsov
- Zábřeh

### Comuni mercato
- Il distretto non comprende comuni con status di comune mercato.

### Comuni
- Bludov
- Bohdíkov
- Bohuslavice
- Bohutín
- Branná
- Bratrušov
- Brníčko
- Bušín
- Dlouhomilov
- Dolní Studénky
- Drozdov
- Dubicko
- Horní Studénky
- Hoštejn
- Hraběšice
- Hrabišín
- Hrabová
- Hynčina
- Chromeč
- Jakubovice
- Janoušov
- Jedlí
- Jestřebí
- Jindřichov
- Kamenná
- Klopina
- Kolšov
- Kopřivná
- Kosov
- Krchleby
- Lesnice
- Leština
- Libina
- Líšnice
- Loučná nad Desnou
- Lukavice
- Malá Morava
- Maletín
- Mírov
- Moravičany
- Nemile
- Nový Malín
- Olšany
- Oskava
- Palonín
- Pavlov
- Petrov nad Desnou
- Písařov
- Police
- Postřelmov
- Postřelmůvek
- Rájec
- Rapotín
- Rejchartice
- Rohle
- Rovensko
- Ruda nad Moravou
- Sobotín
- Stavenice
- Sudkov
- Svébohov
- Šléglov
- Třeština
- Velké Losiny
- Vernířovice
- Vikantice
- Vikýřovice
- Vyšehoří
- Zborov
- Zvole